# Titus Flavius Caesar
Titus Flavius Caesar (* 73 wahrscheinlich in Rom; † 82 (?) ebenda) war designierter Thronfolger des römischen Kaisers Domitian.

Flavius war der einzige Sohn Domitians und seiner Frau Domitia Longina; er hatte eine jüngere Schwester unbekannten Namens. Der Knabe starb im zweiten Regierungsjahr  seines Vaters und wurde zum divus erhoben. Dass Flavius noch zu Lebzeiten zum Caesar und Thronerben designiert wurde, legen postum in den Jahren 82/83 geprägte Gold- und Silbermünzen nahe, auf denen er als Divus Caesar, seine Mutter Domitia als Divi Caesaris Mater bezeichnet wird.
Nachdem Domitian ein weiterer leiblicher Thronfolger verwehrt blieb, erkor er wohl Anfang 95 zwei Söhne seines Vetters Titus Flavius Clemens – der kurz darauf  hingerichtet wurde – unter den Kaisernamen Vespasian und Domitian durch Adoption zu seinen präsumtiven Nachfolgern.